# ليندا جورج
ليندا جورج (بالسريانية: ܠܢܕܐ ܓܘܪܓ)، هي مغنية عراقية تشتهر بالغناء الشعبي الآشوري، أصدرت عشرات الألبومات منذ عام 1983 وحتى 2018.

## السيرة
ولدت ليندا جورج في بغداد وهاجرت وهي في سن صغيرة إلى الولايات المتحدة مع أهلها. التحقت بجامعة ميشيغان لدراسة الطب غير أنها وبعد إصدارها ألبومها الأول توقفت عن الدراسة لتكريس وقتها للموسيقى. وتمتاز موسيقاها بالمزج بين الموسيقى التراثية وموسيقى البوب الحديثة، وهي غالبا مع تغني باللهجة السريانية الشرقية بالإضافة لبعض الأغاني باللهجة الغربية والعربية.
أقامت العديد من الحفلات وخاصة بالولايات المتحدة وأستراليا والسويد بالإضافة إلى العراق وخاصة بمدينتي نوهدرا (دهوك) وعنكاوا.

## قائمة الألبومات
- (1983) - هل إيمن (إلى متى)
- (1984) - كورسيا دمالكوتا (عرش المملكة)
- (1986) - نعمي من كربيا دأتري (ألحان من شمال بلادي)
- (1988) - وردا بيل دراناني دخوبا (وردة بين ذراعي الحب)
- (1988) - كينارا دروخا (كنارة الروح)
- (1989) - ألآهتا دخوبا (إلهة الحب)
- (1991) - كوما وخوارا (أسود وأبيض)
- (1993) - خمرا أتيقا (خمر عتيق)
- (1994) - شلاما لأرئا (سلام على الأرض)
- (1995) - خو دكولباني دملاخي (على أجنحة الملائكة)
- (1999) - كوني مأتري (ألوان من بلادي)
- (2007) - دوشي (عسلي)
- (2010) - موخنيتن إلوخ (اشتقت لك) *(2013) - ليندا وخوراوته( ليندا والاصدقاء)
- (2015 ) - Poolada
- (2018 ) LELA KHTEETA (ليست خطيئة )

## مصدر
- Linda George نسخة محفوظة 7 يوليو 2011 على موقع واي باك مشين. assyriancafe.com
- Linda George, Qeenatha
- Assyrian Singer Linda George Interview, MyOomta

## وصلات خارجية
- ليندا جورج على موقع ميوزك برينز (الإنجليزية)

1. ↑  "معلومات عن ليندا جورج على موقع musicbrainz.org". musicbrainz.org.